# Midori-ku (Nagoya)
Pour les articles homonymes, voir Midori-ku.
Midori (緑区, Midori-ku) est l'un des seize arrondissements de la ville de Nagoya au Japon. Il est situé au sud-est de la ville.
En 2016, sa population est de 242 597 habitants pour une superficie de 37,91 km2, ce qui fait une densité de population de 6 400 hab./km2.

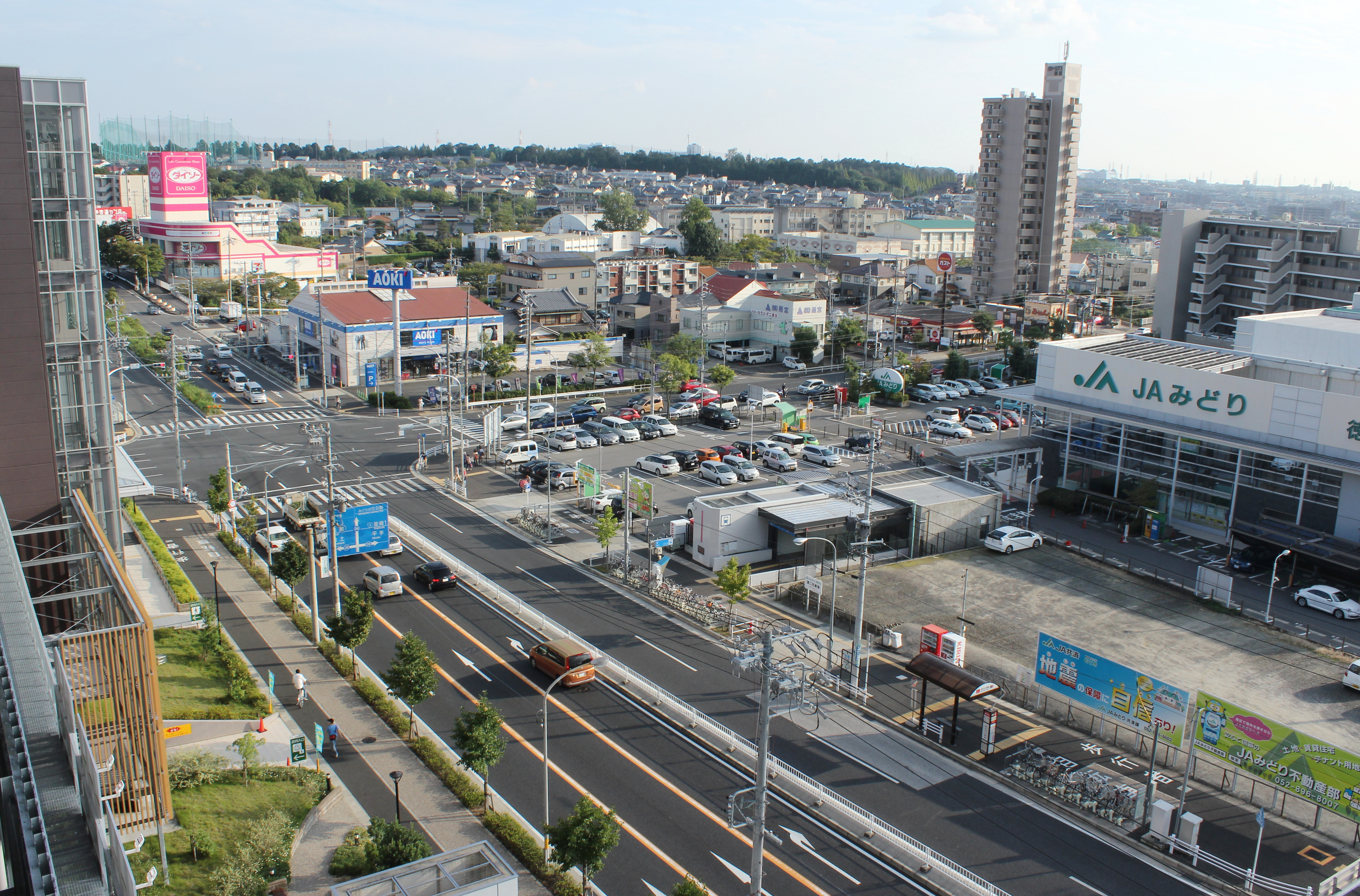
Vue de l'arrondissement.

## Histoire
L'arrondissement a été créé en 1963.

## Lieu notable
- Narumi-juku

## Transport publics
L'arrondissement est desservi par plusieurs lignes ferroviaires :
- la ligne Sakura-dōri du métro de Nagoya,
- la ligne Nagoya de la Meitetsu,
- la ligne principale Tōkaidō de la JR Central.